# Dario Azzellini

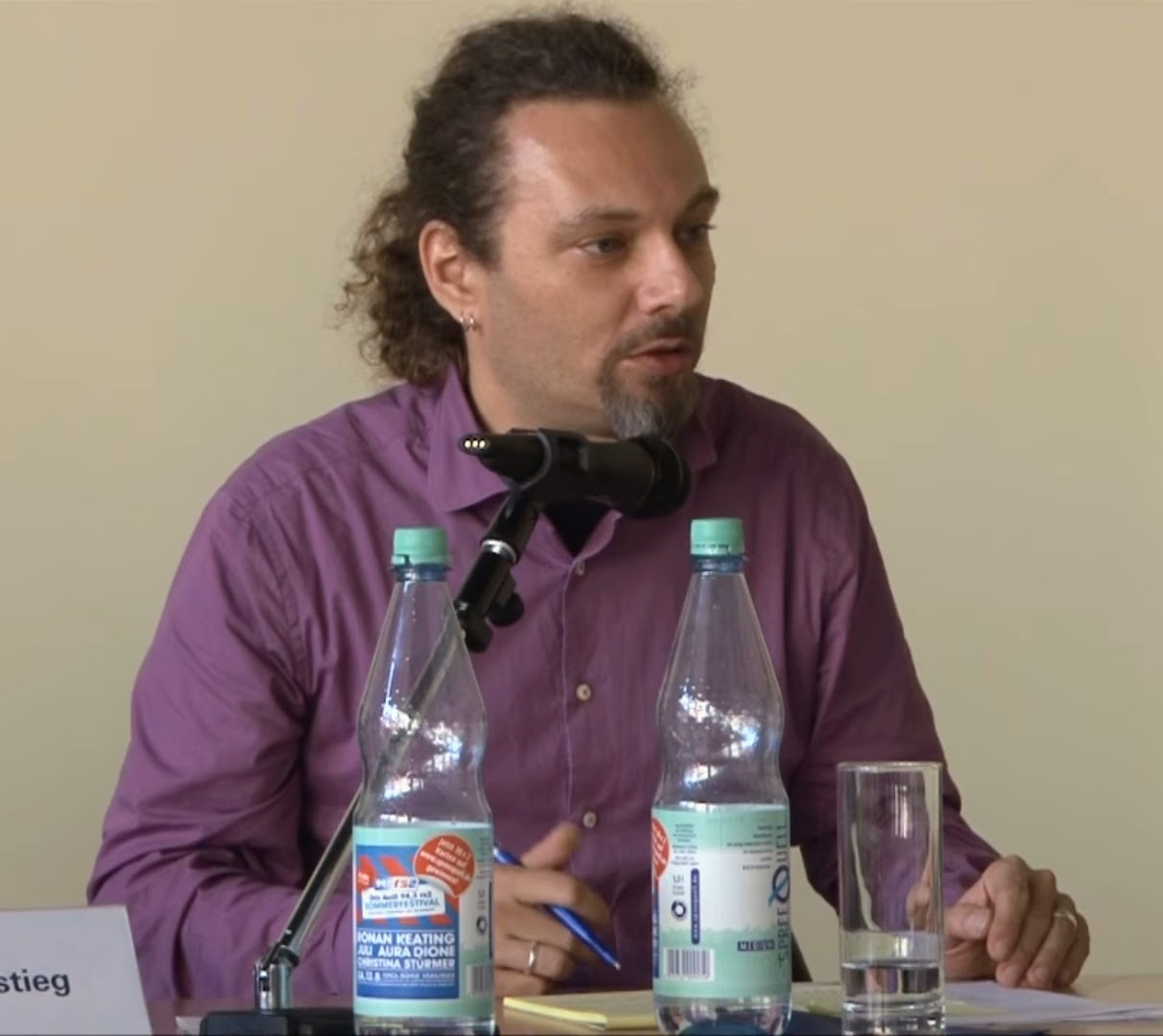
Dario Azzellini, 2011

Dario Azzellini (* 30. November 1967 in Wiesbaden) ist ein deutscher Politikwissenschaftler, Soziologe, Autor und Dokumentarfilmer.

## Leben
Dario Azzellini studierte von 1986 bis 1988 Politikwissenschaft, Romanistik und Anglistik an der Universität Mainz und schloss dort sein Grundstudium ab. Er wechselte dann nach West-Berlin, wo er an der FU Berlin den Diplomstudiengang Politikwissenschaften 1993 abschloss. In der Zeit gründete er zusammen mit anderen die linksradikale Initiative Für eine linke Strömung. Seit 1989 pendelt er zwischen Lateinamerika und Berlin und publiziert regelmäßig fachwissenschaftlich. Er absolvierte auch diverse Gastaufenthalte an US-Universitäten. Schwerpunkt seiner Studien sind Umbrüche in der Arbeitswelt, Plattformarbeit, Nachhaltige Arbeit und Just Transition, Prozesse sozialer Transformation, soziale Bewegungen, partizipative Demokratie, und Arbeiterselbstverwaltung.
Er veröffentlichte zahlreiche Bücher, Buchkapitel und wissenschaftliche Artikel über Arbeiterkontrolle und Selbstverwaltung, soziale Bewegungen, Arbeitskämpfe, die Privatisierung militärischer Dienstleistungen und Migration, sowie über die politischen Entwicklungen und die Geschichte von Venezuela, Mexiko, Kolumbien und Italien, die in mehrere Sprachen übersetzt wurden. Seine Essays erschienen unter anderem in Work in the Global Economy, New Technology, Work and Employment, Critical Sociology, Latin American Perspectives, Socialism and Democracy, Blätter für deutsche und internationale Politik, und PROKLA. Er ist Mitherausgeber des Journal of Labor and Society (New York) und der International Encyclopedia of Revolution and Protest. 1500 to the Present und gehört zum Herausgeberrat von Cuadernos de Marte (Buenos Aires), Autogestión. Para Otra Economía (Buenos Aires), Cuadernos de Marte (Buenos Aires), Kavilando (Medellín) und Movimentos Sociais (Universidade Federal de Goiás, Brazil).
Seit 1993 veröffentlichte er Dokumentarfilme zu Nicaragua, Italien, Mexiko und Venezuela. Seit 2014 arbeitet er mit Oliver Ressler an dem Projekt Occupy, Resist, Produce, im Rahmen dessen eine Serie von Filmen über Fabrikbesetzungen und Produktion unter Arbeiterkontrolle in Europa in der aktuellen Krise gedreht werden. Bis 2018 entstanden vier Filme. Azzellini war auch als Übersetzer aus dem Italienischen und Spanischen tätig. Er übersetzte unter anderem Nanni Balestrini, Marco Revelli, Rossana Rossanda, Mario Moretti, Renato Curcio und Patricio Nolasco. Seit 2004 werden Filme und andere Werke von Azzellini international im Rahmen von Kunstausstellungen präsentiert. Er arbeitete unter anderem mit den Künstlern Oliver Ressler und Lize Mogel zusammen.
2010 promovierte Azzellini in Politikwissenschaften mit einer Untersuchung zu Partizipativer und protagonistischer Demokratie in Venezuela bei Joachim Hirsch an der Johann Wolfgang Goethe-Universität Frankfurt am Main. 2012 promovierte er in Soziologie bei John Holloway und Carlos Figueroa Ibarra an der Benemérita Universidad utónoma de Puebla (Mexiko). Von 2010 bis 2017 arbeitete Azzellini in der Abteilung für Politik- und Entwicklungsforschung am Institut für Soziologie der Johannes Kepler Universität Linz, Österreich. Nach Gastaufenthalten am Murphy Institute der City University of New York (CUNY) und der School of Industrial and Labor Relations (ILR) an der Cornell University hat Azzellini ab Sommer 2018 an der Cornell University in der Abteilung für Entwicklungssoziologie gearbeitet. Seit 2020 arbeitet er als Professor im Promotionsstudiengang Entwicklungswissenschaften der Autonomen Universität von Zacatecas in Mexiko und absolviert einen Gastaufenthalt im Programm für Lateinamerikastudien der Cornell University in den USA.
Dario Azzellini ist Gründungsmitglied und Redakteur des 2011 gegründeten Internetarchivs workerscontrol.net, das wissenschaftliche und journalistische Texte zu den Themen Kollektive Selbstverwaltung und Arbeiterselbstverwaltung sammelt. Er ist Mitorganisator der seit 2022 jährlich stattfindenden Labour Transfer School (LTS) auf Sardinien.

## Bücher
- 1999: Kolumbien – Große Geschäfte, staatlicher Terror und Aufstandsbewegung, mit Raul Zelik, Neuer ISP Verlag, ISBN 3-929008-48-3, 256 S., kostenloser Download: PDF
- 1999: Nach Norden – Mexikanische ArbeitsmigrantInnen zwischen neoliberaler Umstrukturierung, Militarisierung der US-Grenze und dem amerikanischen Traum, mit Boris Kanzleiter, Schwarze Risse, ISBN 3-924737-47-9, 272 S.
- 2002: Italien – Legalisierung der Flüchtlinge – Militarisierung der Grenzen?, mit Judith Gleitze, Assoziation A, ISBN 3-935936-09-5, 252 S.
- 2002: Italien. Genua. Geschichte, Perspektiven, Assoziation A, ISBN 3-935936-06-0, 184 S.
- 2003: Das Unternehmen Krieg, mit Boris Kanzleiter, Assoziation A, ISBN 3-935936-17-6, 216 S., kostenloser Download: PDF
- 2005: El negocio de la guerra, Txalaparta (Euzkadi/Spanischer Staat), ISBN 84-8136-314-6, 296 S., aktualisiert und erweitert mit neuen Kapiteln.
- 2006: Futbolistas - Fußball und Lateinamerika: Hoffnungen, Helden, Politik und Kommerz (2006), mit Stefan Thimmel, Assoziation A, ISBN 3-935936-46-X, 256 S.
- 2007: Venezuela bolivariana. Revolution des 21. Jahrhunderts?, durchgesehene, überarbeitete, erweiterte und aktualisierte Neuausgabe, Neuer ISP Verlag, ISBN 978-3-89900-120-4, 328 S.
- 2009: International Encyclopedia of Revolution and Protest. 1500 to the Present, Bände 1–8, Immanuel Ness (Hrsg.), Mitherausgeber für Lateinamerika und die spanischsprachige Karibik sowie Neue Linke in Italien, Wiley-Blackwell, ISBN 978-1-4051-8464-9.
- 2010: Partizipative und protagonistische Demokratie in Venezuela, Frankfurt am Main 2010, OCLC 642988674 (Dissertation Universität Frankfurt am Main 2010, 575 Seiten).
- 2010: Partizipation, Arbeiterkontrolle und die Commune. Bewegungen und soziale Transformation am Beispiel Venezuela, ISBN 978-3-89965-422-6, VSA, 416 S.
- 2011: Ours to master and to own. Workers’ Control from the Commune to the Present (Hrsg.), mit Immanuel Ness, ISBN 978-1-60846-119-6, Haymarket, 400 S.
- 2012: Occupying Language, mit Marina Sitrin, ISBN 978-1-884519-09-3, Zuccotti Park Press/Adelante Alliance, 117 S.
- 2013: Caracas, sozialisierende Stadt. Die »bolivarianische« Metropole zwischen Selbstorganisation und Steuerung (Hrsg.), mit Stephan Lanz und Kathrin Wildner, ISBN 978-3-942214-13-1, b_books, 390 S.
- 2014: They Can’t Represent Us. Reinventing Democracy From Greece to Occupy, mit Marina Sitrin, ISBN 978-1-78168-097-1, Verso books, 252 S.
- 2015: La construcción de los dos lados: poder constituido y poder constituyente en Venezuela [2 Vol.], ISBN 978-980-14-1927-3, El Perro y la Rana.
- 2015: An Alternative Labour History: Worker Control and Workplace Democracy (Hrsg.), ISBN 978-1-78360-155-4, Zed Books.
- 2017: Communes and Workers' Control in Venezuela. Building 21st Century Socialism from Below, ISBN 978-90-04-30011-8, Brill.
- 2018: The Class Strikes Back. Self-Organised Workers’ Struggles in the Twenty-First Century (Hrsg.), mit Michael G. Kraft, ISBN 978-90-04-29146-1, Brill.
- 2018: Vom Protest zum sozialen Prozess. Betriebsbesetzungen und Arbeiten in Selbstverwaltung, ISBN 978-3-89965-826-2, VSA, 152 S.
- 2021: Mehr als Arbeitskampf! Workers weltweit gegen Autoritarismus, Faschismus und Diktatur (Hrsg.), ISBN 978-3-96488-081-9, VSA, 240 S. (Download als PDF-Datei; Download der englischsprachigen Ausgabe)
- 2023: O movimento autogestionário mundial: uma perspectiva marxista, ISBN 978-85-53104-82-6, Editora Lutas anticapital, 276 S.
- 2023: Handbook of Research on the Global Political Economy of Work (Hrsg.), mit Maurizio Atzeni, Alessandra Mezzadri, Phoebe Moore und Ursula Apitzsch, ISBN 978-1-83910-657-6, Edward Elgar Publishing, 708 S.
- 2025: Commoning Labour and Democracy at Work: When Workers and Communities Take Over, mit Marcelo Vieta, ISBN 978-0-36744-222-4, Routledge, 290 S.

## Wissenschaftliche Berichte
- 2024: Crowdwork: Kontext und Kompetenzentwicklung in den Ländern Italien, den Niederlanden, Schweden und dem Vereinigten Königreich, Working Papers No. 14, Working Papers des Forschungsclusters OPAL der Helmut-Schmidt-Universität, Hamburg, 111 S. (Download als PDF-Datei)
- 2023: Sustainable Work and Just Transition: Policies and labour movement actors in France, the United Kingdom, Germany, Norway, Spain, Poland, Colombia, Mexico and the Philippines, Rosa Luxemburg Foundation Geneva, Switzerland, 121 S., (Download als PDF-Datei)
- 2021: Nachhaltige Arbeit. Länderstudie über Diskurse, Politiken und Akteure. Eine Untersuchung zu neun europäischen Ländern: Frankreich, Portugal, Spanien, Niederlande, Vereinigtes Königreich, Schweden, Norwegen, Polen und Slowakei, Working Paper 1, Hochschule der Bundesagentur für Arbeit (HdBA), Schwerin, 203pp. (Download als PDF-Datei der deutschsprachigen und der englischsprachigen Fassung)

## Dokumentarfilme
- 1992: Quetzalcoatl, Sandino und die Weltbank, mit Harry Häner und Anne Löwisch
- 1993: Autonomy, mit Harry Häner und Anne Löwisch
- 1998: al norte, mit Harry Häner und Boris Kanzleiter
- 2002: Disobbedienti, mit Oliver Ressler
- 2004: Venezuela von unten, mit Oliver Ressler
- 2006: 5 Fabriken – Arbeiterkontrolle in Venezuela, mit Oliver Ressler
- 2010: Comuna im Aufbau, mit Oliver Ressler
- 2014: Occupy, Resist, Produce – RiMaflow, mit Oliver Ressler
- 2015: Occupy, Resist, Produce – Officine Zero, mit Oliver Ressler
- 2015: Occupy, Resist, Produce – Vio.Me., mit Oliver Ressler
- 2018: Occupy, Resist, Produce – Scop Ti, mit Oliver Ressler